# ルカ・ステパンチッチ
ルカ・ステパンチッチ（Luka Stepančić、1990年11月20日 - ）は、クロアチア・イストラ郡プーラ出身のハンドボール選手。LNHディヴィジオン・アンのパリ・サンジェルマン・ハンドボール所属。

## 経歴
2009年からGRKヴァラジュディンでプレー。
2010年にRKザグレブへ移籍。
2013年は第23回世界選手権のクロアチア代表に選出され、銅メダルを獲得。
2016年にLNHディヴィジオン・アンのパリ・サンジェルマン・ハンドボールへ移籍。

## 詳細情報

### 年度別成績
| 年              | リーグ          | チーム          | 試合 | フィールド 得点 | 率   | 7m  | 合計    | 警告 | 退場 | 失格 |
| --------------- | --------------- | --------------- | ---- | --------------- | ---- | --- | ------- | ---- | ---- | ---- |
| 2016-17         | フランスD1      | PSG             | 23   | 46/89           | .517 | 0/0 | 46/89   | 10   | 6    | 0    |
| 2017-18         | フランスD1      | PSG             | 26   | 38/74           | .514 | 0/0 | 38/74   | 4    | 9    | 0    |
| 2018-19         | フランスD1      | PSG             | 24   | 67/107          | .626 | 0/0 | 67/107  | 7    | 9    | 0    |
| フランスD1：3年 | フランスD1：3年 | フランスD1：3年 | 73   | 151/270         | .559 | 0/0 | 151/270 | 21   | 24   | 0    |

- 各年度の太字はリーグ最高